# Kościół farny św. Jerzego w Nebrze (Unstrut)
Kościół farny św. Jerzego (niem. Stadtkirche St. Georg) – luterańska, późnogotycka świątynia parafialna znajdująca się w niemieckim mieście Nebra (Unstrut).

## Historia
Kamień węgielny pod budowę kościoła wmurowano w maju 1416 roku, o czym świadczy inskrypcja na południowej ścianie wieży. Z napisu można wnioskować, że 100 lat wcześniej w tym miejscu również znajdował się budynek sakralny. W 1641 świątynia została zniszczona podczas wojny trzydziestoletniej, a organy zostały zniszczone przez pożar. W 1657 rozpoczęto odbudowę, a w 1661 odmalowano ściany kościoła. Świątynia została ponownie zniszczona podczas wielkiego pożaru miasta w 1665 roku. Dzwony uległy stopieniu, nowe instrumenty odlał rok później Jakob Wenzel z Magdeburga. W 1735 w gotycki portal główny wstawiono nowe, barokowe drzwi. W 1831 planowano budowę nowego kościoła, lecz ostatecznie zdecydowano się na wyremontowanie istniejącej świątyni – budynek ponownie konsekrowano 25 grudnia 1831. W 1876 na wieży zainstalowano trzeci dzwon, który w 1917 roku zarekwirowano na cele wojenne wraz z jednym ze starszych instrumentów. 23 listopada 1925 na wieży zawieszono trzy nowe, stalowe dzwony. W 1934 założono oświetlenie elektryczne i ogrzewanie podłogowe. Kościół wyremontowano w latach 1972–1974, a w 2002 roku wieżę zwieńczono latarnią o wysokości 5,5 metra z dwumetrowym krzyżem.

## Architektura i wyposażenie
Świątynia późnogotycka, jednonawowa, z trójboczną absydą, wzniesiona z piaskowca. Od zachodu do nawy ustawiona jest masywna wieża. Tympanon portalu głównego zdobi figura św. Jerzego w walce ze smokiem. Surowe wnętrze przykryte jest pseudokolebkowym stropem, w części zachodniej ustawiono dwie empory, które wzniesiono po pożarze w 1666 roku. Kruchtę pod wieżą zdobią dwie tablice upamiętniające Georga i Christopha von Nißmitzów z lat 1678–1679. Prócz tego wnętrza zdobią dwa epitafia Christopha von Nißmitza, jedno z nich poświęcone jest również jego żonie, Ursuli. Na ścianie zawieszony jest również obraz z 1678 z rodziną pastora, który jest jednocześnie jednym z najstarszych znanych przedstawień miasta Nebra i doliny dolnej Unstruty. Organy wykonano w 1671 roku i wyremontowano w latach 2008–2009, a ołtarz główny pochodzi z roku 1732.

## Galeria

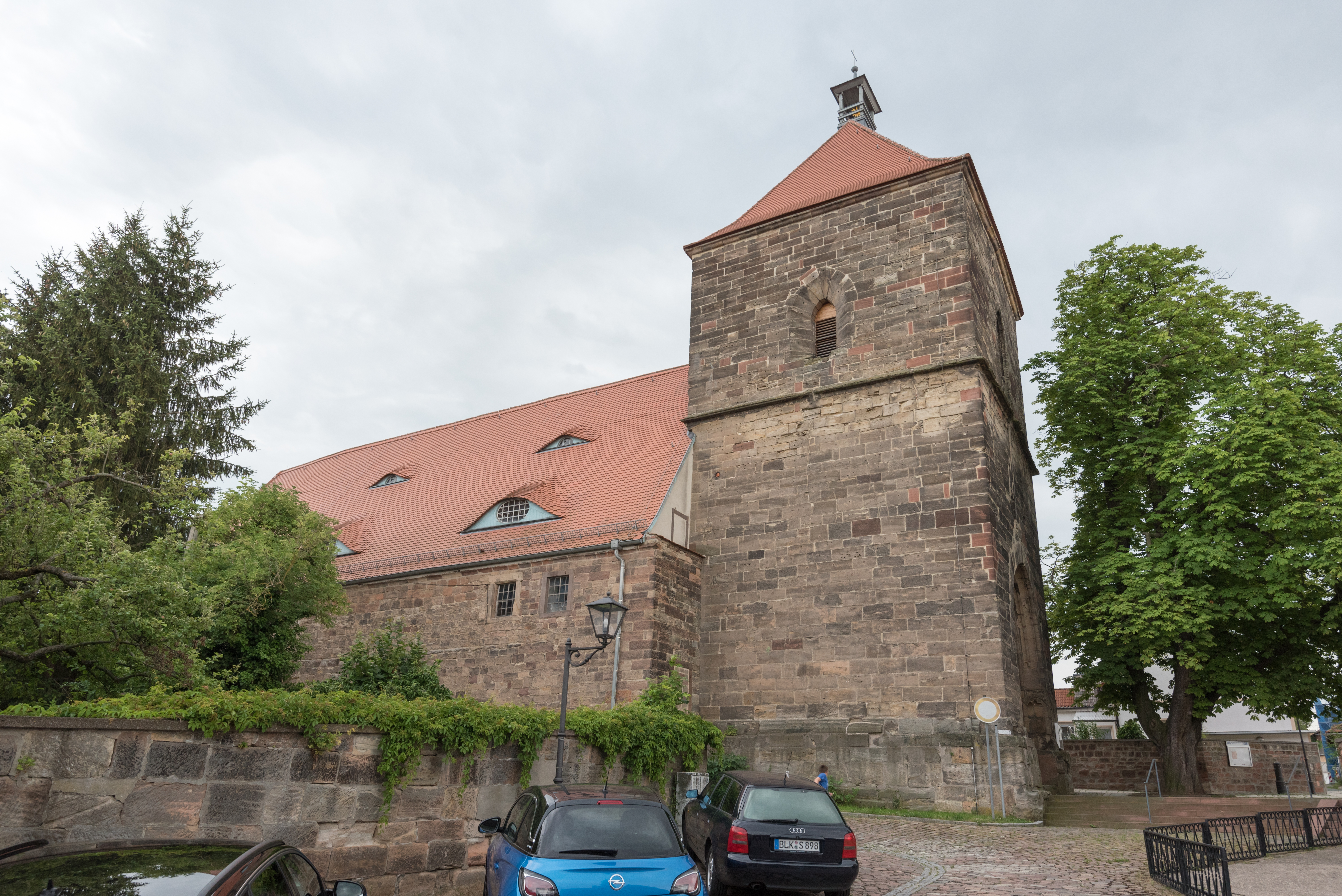
Widok z północy
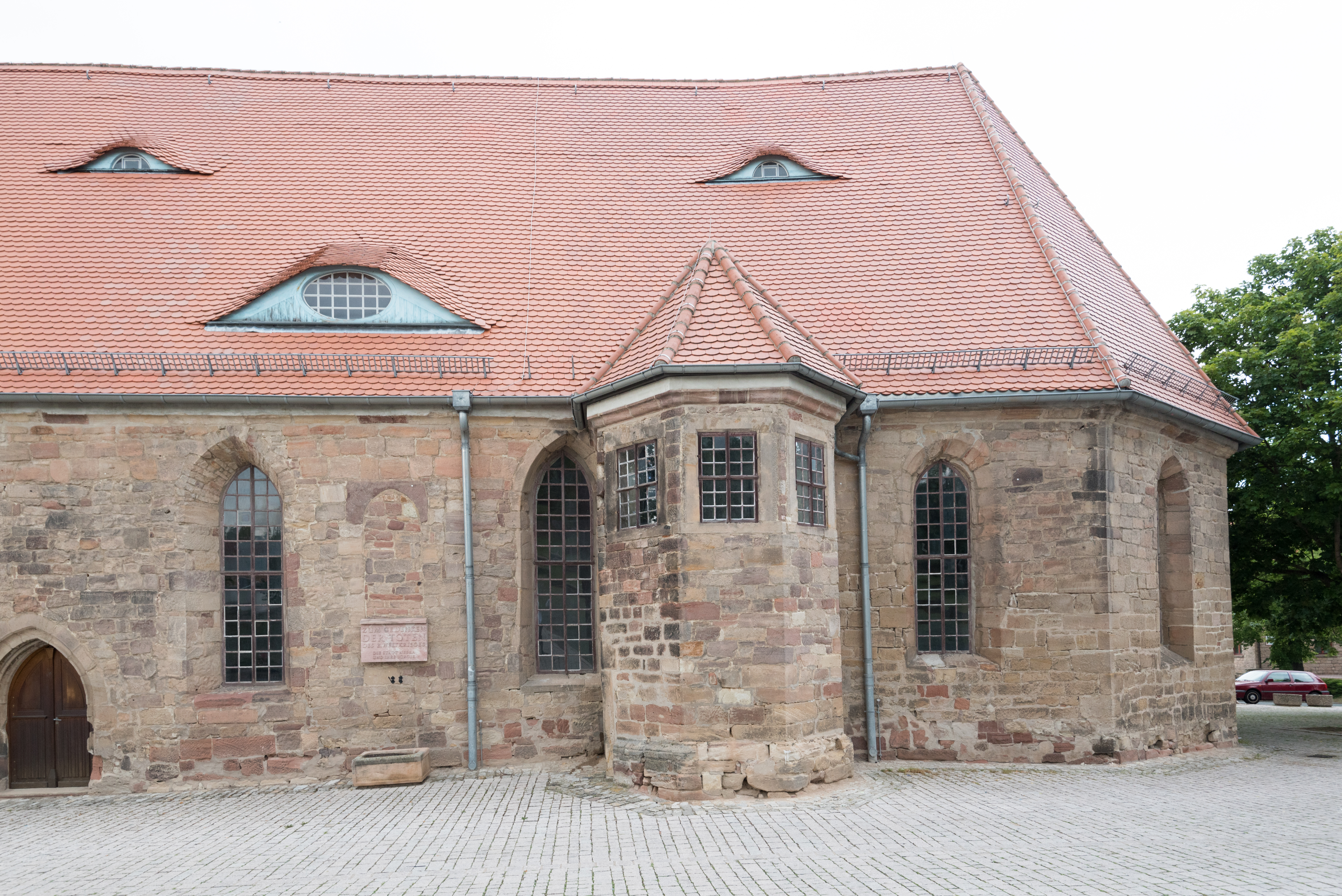
Prezbiterium
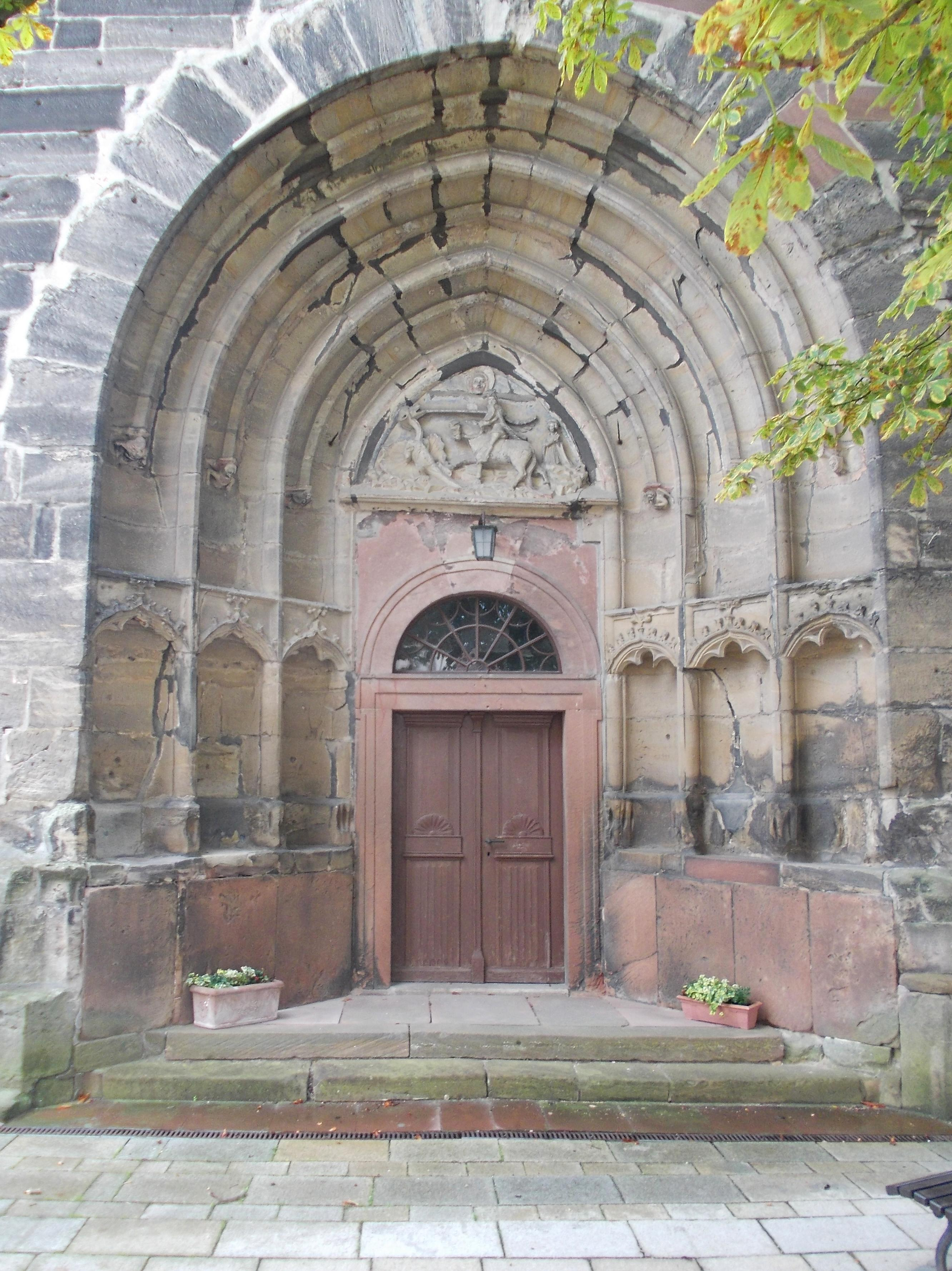
Portal główny
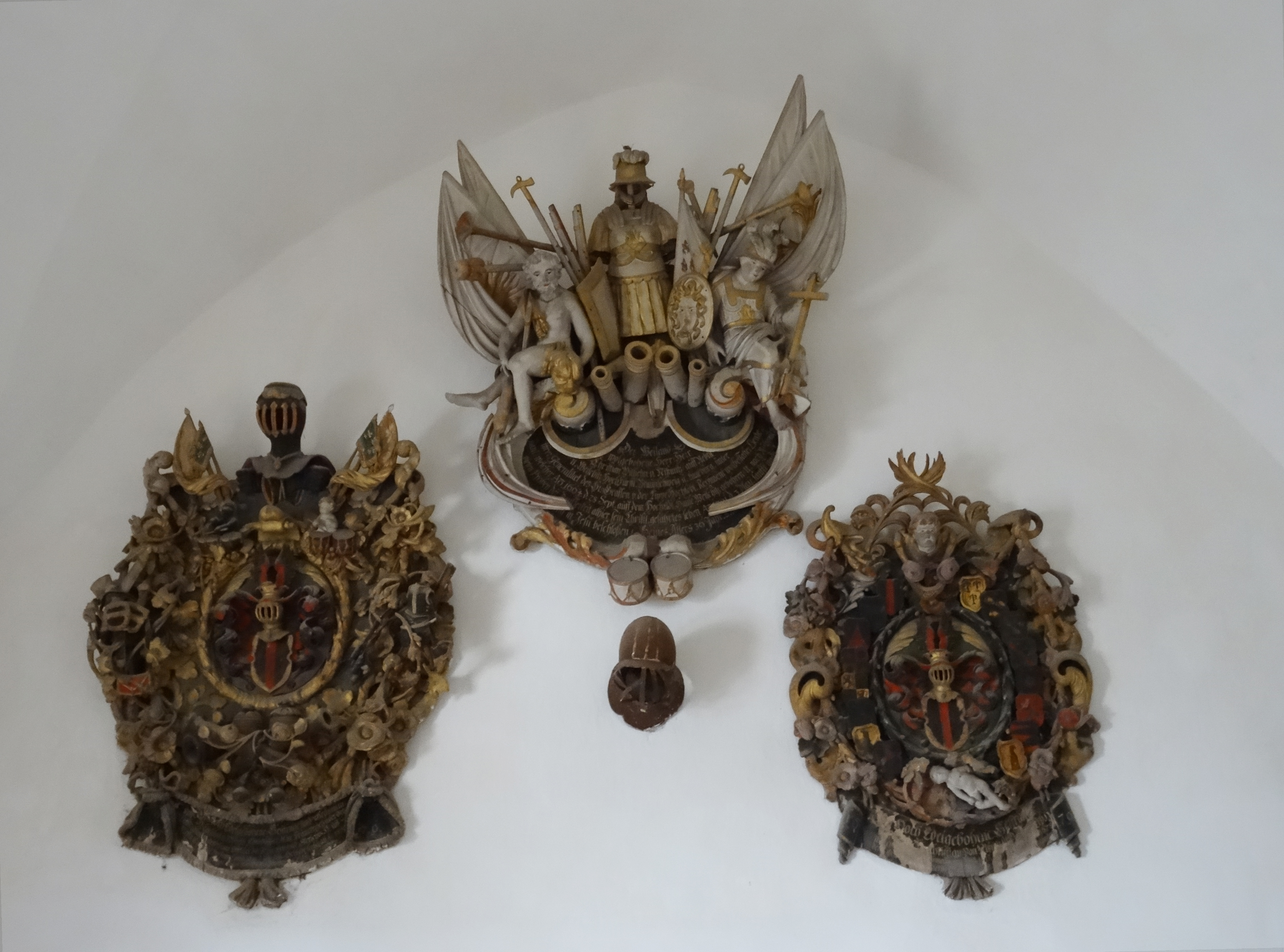
Tablice upamiętniające rodzinę von Nißmitzów
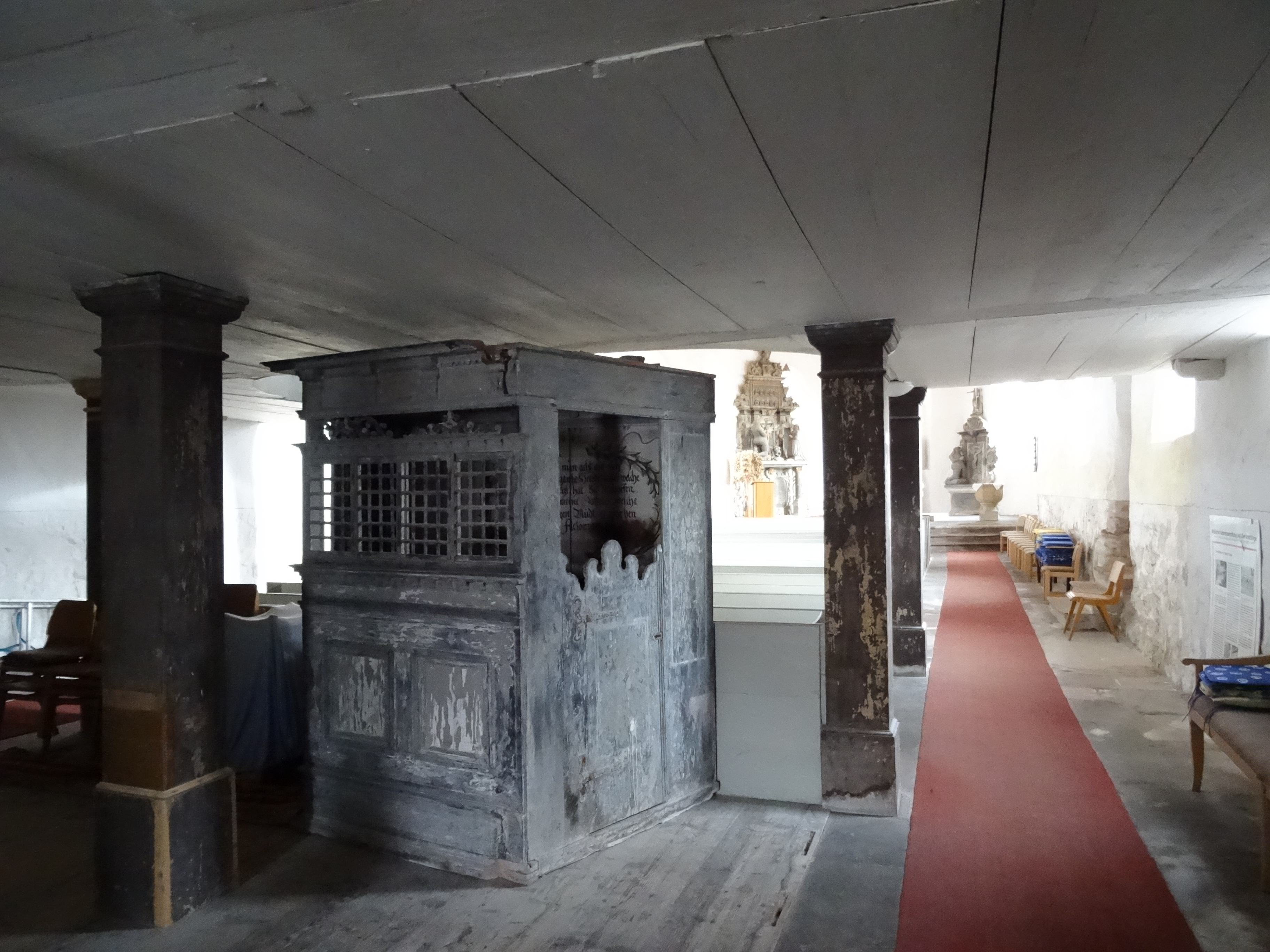
Zabytkowy konfesjonał
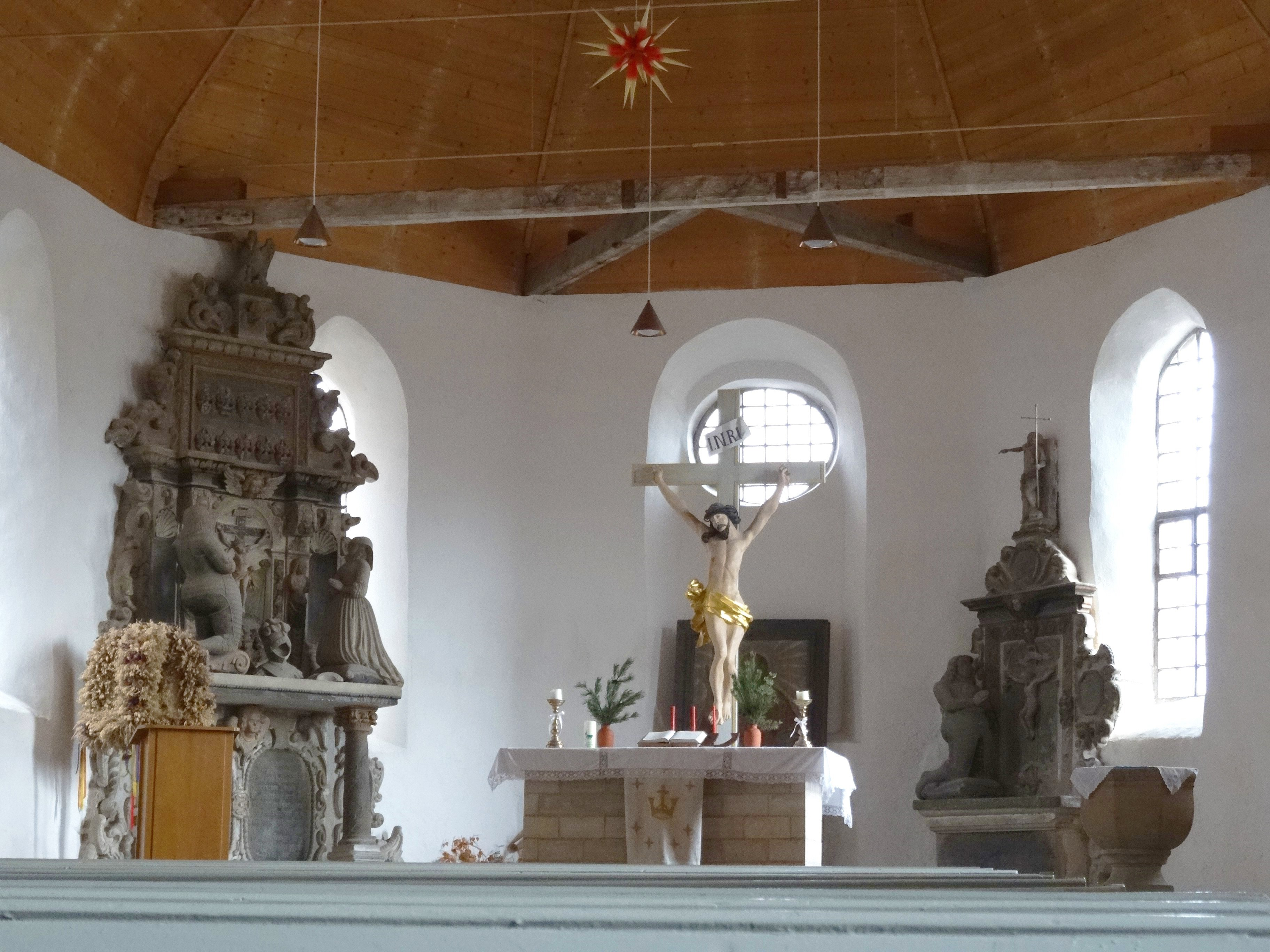
Ołtarz i epitafia